# Rhytidochrotinae
Sous-famille
Les Rhytidochrotinae sont une sous-famille d'insectes orthoptères de la famille des Acrididae.

## Distribution
Les espèces de cette sous-famille se rencontrent en Amérique du Sud et en Amérique centrale.

## Liste des genres
Selon Orthoptera Species File (23 juillet 2018) :
- Brakeracris Rowell, 1995
- Chiriquacris Rowell & Bentos-Pereira, 2005
- Driphilacris Descamps & Amédégnato, 1972
- Exerythracris Rowell, 1995
- Galidacris Descamps & Amédégnato, 1972
- Hylopedetes Rehn, 1929
- Lathacris Descamps & Amédégnato, 1972
- Liparacris Descamps & Amédégnato, 1972
- Micropaon Descamps & Rowell, 1984
- Muyscacris Hebard, 1923
- Oedalacris Descamps & Amédégnato, 1972
- Opaon Kirby, 1902
- Opaonella Hebard, 1923
- Parapiezops Hebard, 1923
- Paropaon Hebard, 1923
- Piezops Hebard, 1923
- Rhytidochrota Stål
- Scirtopaon Descamps & Rowell, 1984
- Talamancacris Rowell, 1995
- Trichopaon Descamps & Amédégnato, 1972

## Publication originale
- Brunner von Wattenwyl, 1893 : Révision du système des orthoptères et description des espèces rapportées par M. Leonardo Fea de Birmanie.  Annali del Museo Civico di Storia Naturale ‘Giacomo Doria’, Genova, vol. 33, p. 1–230 (texte intégral).